# أرش وارد
أرش وارد (بالإنجليزية: Arch Ward)‏ هو كاتب حول الرياضة وصحفي أمريكي، ولد في 27 ديسمبر 1896، وتوفي في 9 يوليو 1955.

## وصلات خارجية
- أرش وارد على موقع الموسوعة البريطانية (الإنجليزية)